# Emstunnel
Der Emstunnel ist ein 945 Meter langer, aus zwei Röhren bestehender Straßentunnel unter der Ems bei Leer.

## Geographische Lage
Der Emstunnel ist Teil der Bundesautobahn 31 von Emden über Leer und Lingen nach Bottrop.

## Geschichte

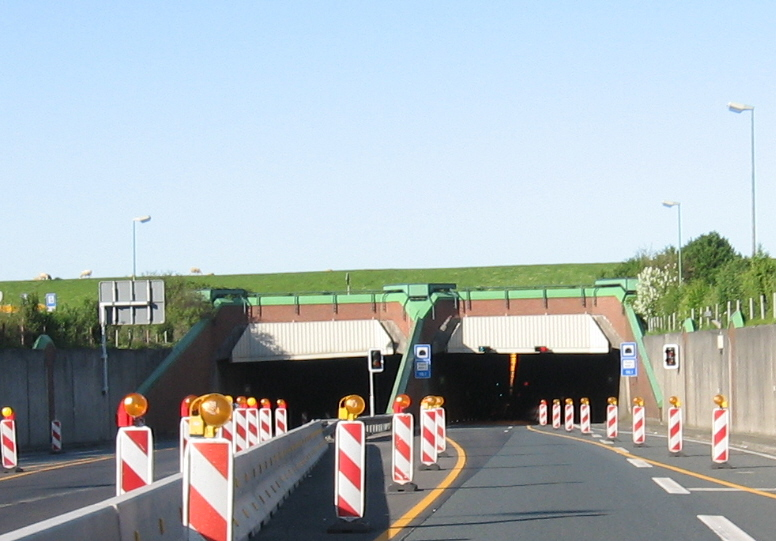
Einfahrt zum Emstunnel

Ziel des Tunnelbaus war die Verbesserung der Verkehrsinfrastruktur in Ostfriesland und seiner wirtschaftlichen Schwerpunkte Emden und Leer, insbesondere durch die Anbindung an die Wirtschaftsregion des Ruhrgebietes. Zugleich wurde durch die A 31 und die Unterquerung der Ems die Europastraße 22 in Verlängerung der niederländischen A 7 von Groningen über die Bundesautobahn 280 und die A 28 in den Raum Oldenburg/Bremen als wichtige West-Ost-Verbindung hergestellt.
Nach dem Elbtunnel in Hamburg sollte der Emstunnel der zweite Tunnel im Mündungsgebiet eines deutschen Stroms werden, bei dem Brücken angesichts der hohen Aufbauten von Hochseeschiffen keine Alternative darstellten. Im Falle des Emstunnels trifft dies für die Kreuzfahrtschiffe der Papenburger Meyer Werft zu.
Der Emstunnel wurde in den Jahren 1984 bis 1989 erbaut und am 6. Oktober 1989 mit dem in Richtung niederländische Grenze anschließenden Autobahnteilstück für den Verkehr freigegeben.
Von Juli 2013 bis Oktober 2014 erfolgte eine Komplettsanierung des Emstunnels. Grund für die aufwändige Sanierung waren u. a. neue Richtlinien zur Sicherheitstechnik. Neben Lautsprechern und Videokameras mussten auch die Entwässerungseinrichtungen erneuert werden, über die im Fall eines Unfalls brennbare Flüssigkeiten abfließen können. Außerdem musste der Straßenbelag wegen diverser Risse erneuert werden. Die Kosten von rund 13 Millionen Euro für die Sanierung trägt der Bund.
Während der Sanierungsarbeiten am Emstunnel entstand bei Bohrungen am 6. Dezember 2013 ein fünf Zentimeter großes Leck an der Tunnelröhre, weil Mitarbeiter einer beteiligten Baufirma zu tief gebohrt hatten. Durch das Leck flossen rund 500 Liter Wasser pro Minute in die Südröhre des Tunnels, das die Ems durch die unter ihr liegende Sandschicht drückte. Nur durch den Einsatz leistungsstarker Pumpen der Freiwilligen Feuerwehren Jemgum und Holtgaste konnte verhindert werden, dass die Tunnelröhre voll lief. Am 10. Dezember 2013 teilte die Feuerwehr mit, dass ein weiteres Leck an einer Dichtung entdeckt wurde. Die starke Strömung in der Leckage zog jegliches Material zur Schließung des Loches mit sich, so dass viele entsprechende Bemühungen scheiterten. Da immer mehr Sand im Umfeld des Tunnels ausgespült wurde, gab es Befürchtungen um dessen Stabilität. Erst am 13. Dezember 2013 konnten Spezialisten der Technischen Universität Braunschweig und der Landesbehörde für Straßenbau das Leck mit speziellen Harzklebern stopfen.